# Keskinenriipi
Keskinenriipi är en sjö i Finland. Den ligger i kommunen Pello i landskapet Lappland, i den norra delen av landet, 700 km norr om huvudstaden Helsingfors. Keskinenriipi ligger 136,3 meter över havet. Arean är 5,2 hektar och strandlinjen är 1,29 kilometer lång. Sjön  ingår i Torne älvs huvudavrinningsområde. 